# Jméno souboru

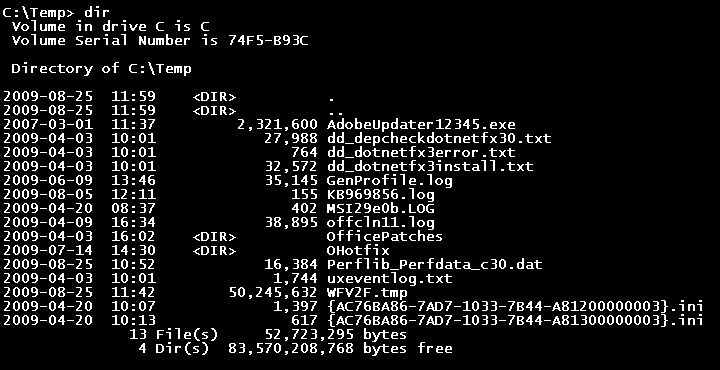
Výstup příkazu dir ukazující jména souborů v adresáři v okně příkazového řádku v Microsoft Windows

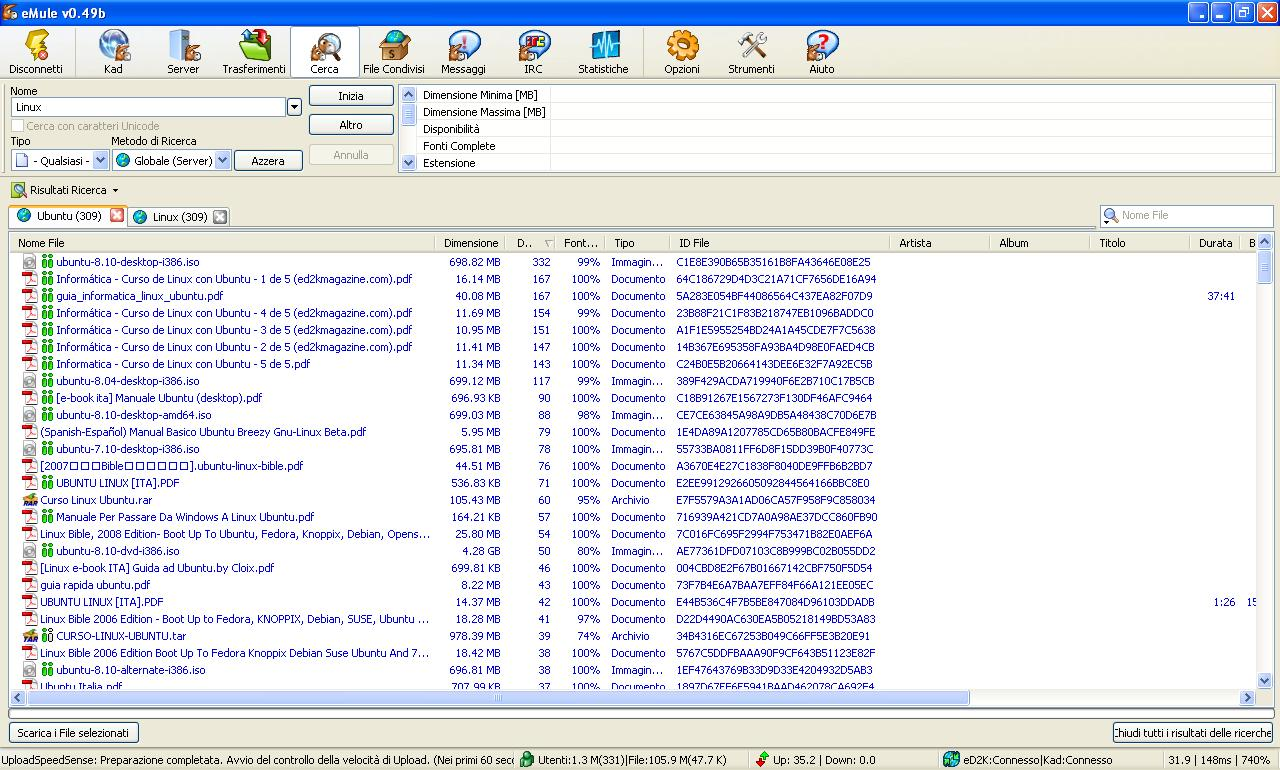
Seznam dlouhých jmen souborů obsahujících národní znaky, čárky, tečky a mezery v programu zobrazujícím jména souborů

Jméno souboru (anglicky filename, file name) je posloupnost znaků sloužící k identifikaci počítačového souboru uloženého v systému souborů na datovém médiu.
Úplné jméno souboru (anglicky pathname) může mít následující složky:
- server nebo uzel (anglicky host, node, server) – síťový uzel nebo počítač, na kterém se soubor nachází; používá se pouze v systémech, které jsou schopny přistupovat k souborům na jiných počítačích
- zařízení (anglicky device, drive) – identifikuje diskový svazek (fyzický nebo logický); v unixových systémech se místo zařízení používá cesta k adresáři do něhož je svazek připojen
- cesta (anglicky path) – posloupnost jmen adresářů nebo složek (anglicky directory, folder, catalog) – udává umístění souboru v adresářové struktuře na datovém médiu (například /usr/bin, \TEMP, [USR.LIB.SRC], atd.)
- vlastní jméno (anglicky file) – základní jméno souboru
- přípona nebo rozšíření (anglicky extension, type) – indikuje druh nebo obsah souboru (například .txt, .exe, .COM, atd.)
- verze (anglicky version) – číslo verze souboru; používá se v operačním systému OpenVMS; dovoluje uchovávat v jednom adresáři několik verzí souboru se stejným jménem

Chápání termínu jméno souboru je v různých operačních systémech různé: často se jedná o vlastní jméno souboru s příponou (Popis.txt), někdy pouze vlastní jméno souboru, jindy úplné jméno souboru. Operační systémy se také liší tím, které složky úplného jména souboru umožňují a vyžadují používat a jakým způsobem je od sebe oddělují; operační systémy sálových počítačů často ani neumožňovaly zapsat úplnou specifikaci souboru včetně zařízení jedním parametrem.
Různé operační systémy a systémy souborů kladou na jména souborů různá omezení, které se týkají především maximální délky jména a povolených znaků ve jméně.